# Powrót syna marnotrawnego (obraz Guercina z San Diego)
Powrót syna marnotrawnego (wł. Ritorno del figliol prodigo) – obraz olejny na płótnie włoskiego malarza barokowego Giovanniego Francesco Barbieriego zwanego Guercinem z 1654–1655 roku, znajdujący się w zbiorach Timken Museum of Art w San Diego.
Na namalowanym w latach 1654–1655 na płótnie obrazie Guercino przedstawił scenę znaną z ewangelicznej Przypowieści o synu marnotrawnym. Młodzieniec, który roztrwonił otrzymane od ojca dobra, wraca, oczekując srogiej reprymendy. Zostaje jednak przyjęty z miłością. Opowieść była i jest często wykorzystywanym tematem w nauczaniu kościelnym. Wielokrotnie przedstawianą ją też w sztuce. Malarz ukazał moment spotkania z ojcem. Rodzic wysyła sługę, by ten przyniósł odpowiednie dla dziedzica ubranie i przygotował ucztę. Guercino aż siedem razy sięgał po ten temat, pierwszy raz w 1616 roku.
Obraz znajdował się w kolekcji abpa Girolamo Boncompagniego. Fundacja Putnam zakupiła go w 1983 roku w londyńskiej Matthiesen Gallery. Dzieło Guercina prezentowano, m.in. w: Museo Civico Archeologico w Bolonii (1991), Schirn Kunsthalle we Frankfurcie (1991–1992), National Gallery of Art w Waszyngtonie (1992). Timken Museum of Art w San Diego wprowadziło go do swojej kolekcji, nadając mu numer katalogowy: 1983:002.

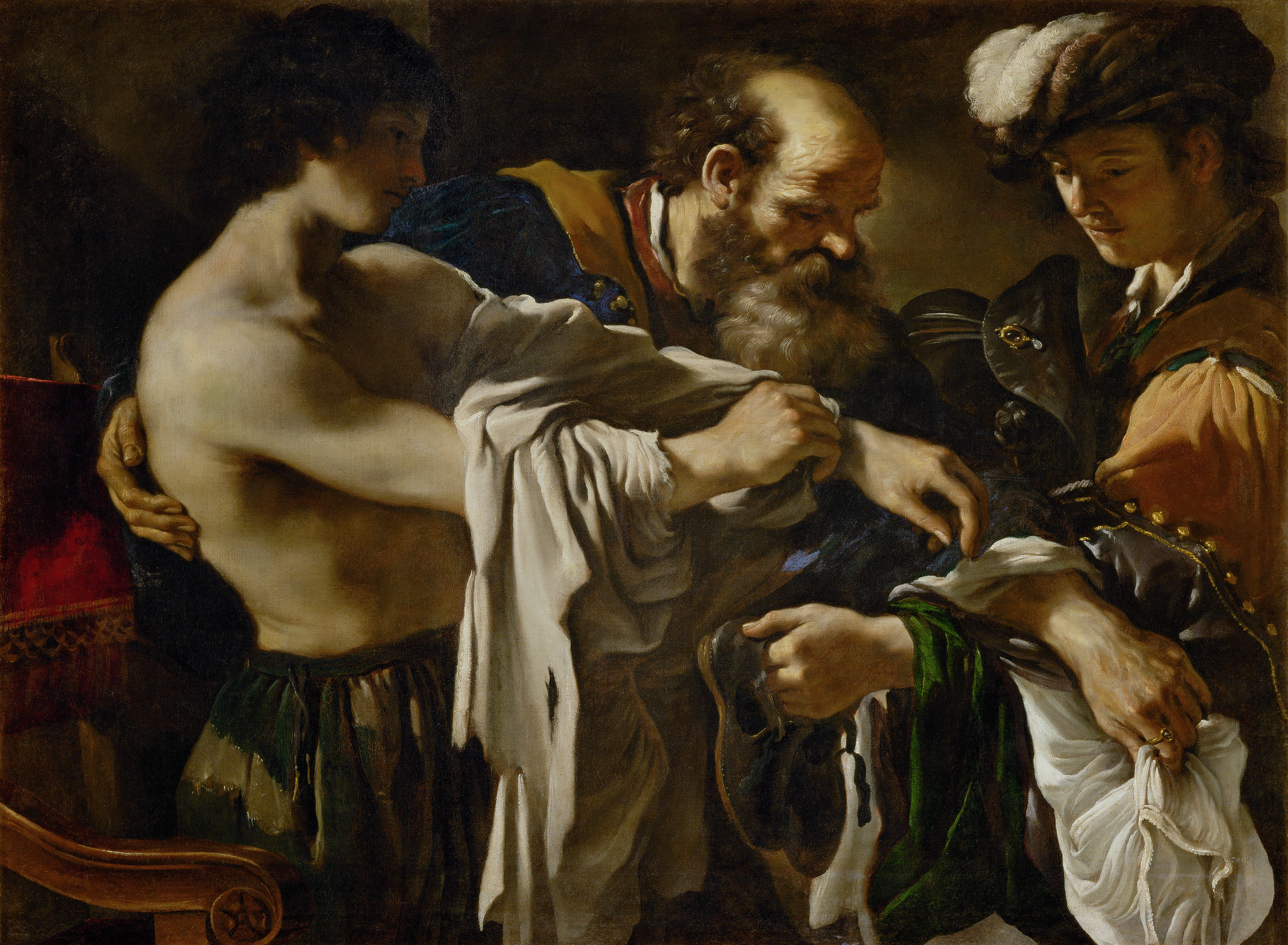
Powrót syna marnotrawnego (1619), Muzeum Historii Sztuki w Wiedniu
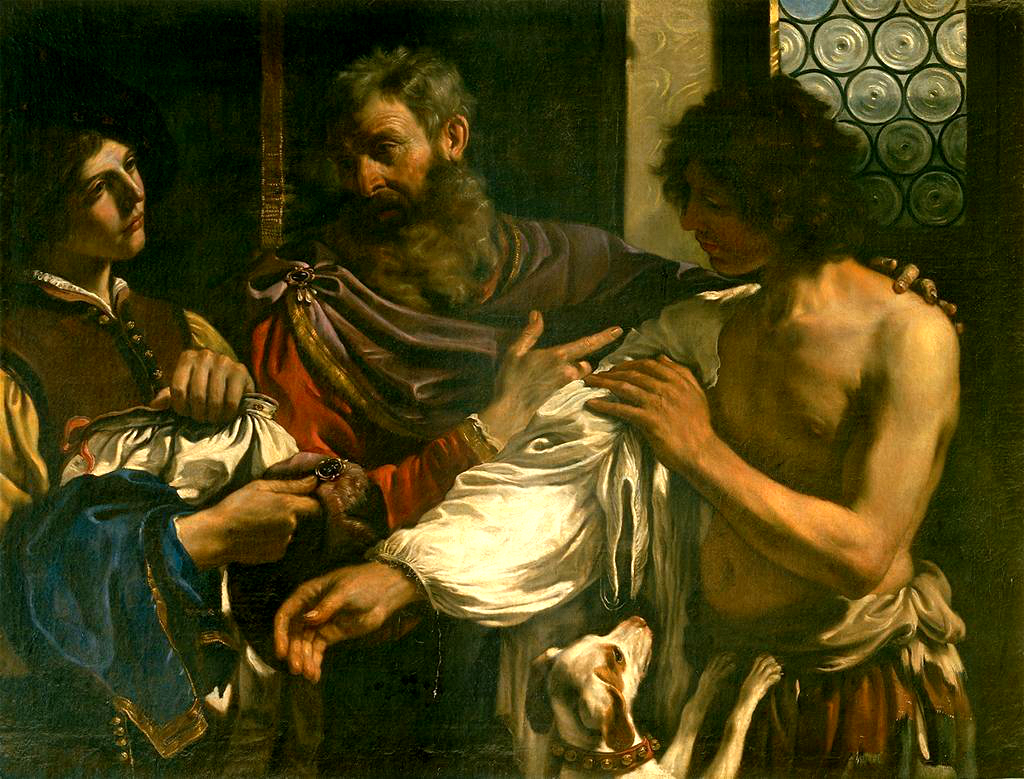
Powrót syna marnotrawnego (1627–1628), Galleria Borghese, Rzym
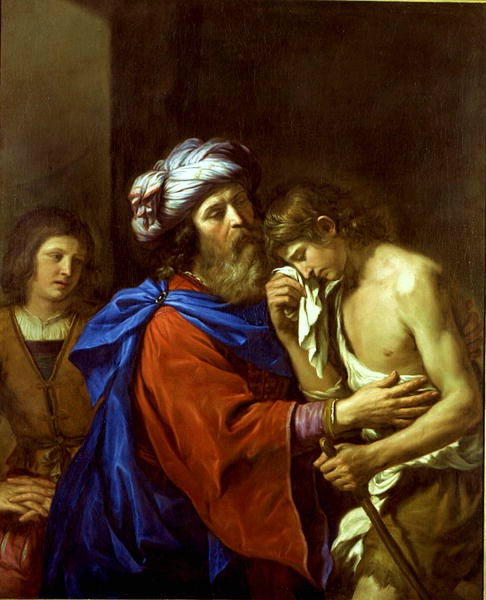
Powrót syna marnotrawnego (1651), Włocławek